# Symfonia przemysłowa nr 1
Symfonia przemysłowa nr 1 (oryg. Industrial Symphony No. 1: The Dream of the Broken Hearted) – amerykański film telewizyjny z 1990 roku w reżyserii Davida Lyncha.

## Powstanie filmu
Symfonia przemysłowa nr 1 została pierwotnie wystawiona 10 listopada 1989 roku jako sztuka teatralna na scenie Brooklyn Academy of Music w Nowym Jorku. Jej prezentacja była częścią otwarcia corocznego, dziesiątego z kolei Festiwalu Nowej Fali (New Wave Festival), organizowanego przez Akademię. Reżyser David Lynch i kompozytor Angelo Badalamenti stworzyli show na żywo w oparciu o piosenki Julee Cruise. Nicolas Cage i Laura Dern wystąpili jako para w trakcie zerwania. W przedstawieniu wziął udział także Michael J. Anderson. 

## Fabuła
Film rozpoczyna się od sceny z ostatniego filmu Lyncha Dzikość serca, w której przedstawiona została rozmowa telefoniczna kończąca związek pomiędzy bezwzględnym młodzieńcem a wstrząśniętą dziewczyną. Następnie pojawia się mroczny, przemysłowy pejzaż. Śpiewająca piosenki Julee Cruise, ubrana w białą, balową suknię unosi się pod stropem niczym lalka Barbie grająca postać Tinker Bell. Oprawę sceniczną tworzą potężne rusztowania wieży wiertniczej i stary samochód z lat 40., na dachu którego leży kobieta ubrana w czarne bikini. Trzy monitory wideo skierowane w stronę publiczności wyświetlają obraz śpiewającej Julee Cruise. 

## Muzyka
W filmie znalazło się 10 utworów muzycznych; są to piosenki w wykonaniu Julee Cruise oraz utwory instrumentalne: 
1. „Chapter 1 - Up In Flames”
2. „Chapter 2 - I Float Alone”
3. „Chapter 3 - The Black Sea”
4. „Chapter 4 - Into The Night”
5. „Chapter 5 - I'm Hurt Bad”
6. „Chapter 6 - Pinky's Bubble Egg (The Twins Spoke)”
7. „Chapter 7 - The Dream Conversation”
8. „Chapter 8 - Rockin' Back Inside My Heart”
9. „Chapter 9 - The Final Battle”
10. „Chapter 10 - The World Spins”